# テレビグランドスペシャル
『テレビグランドスペシャル』は、1967年11月4日から1968年3月30日、および1970年4月7日から1972年9月28日までフジテレビ系列局が編成していたフジテレビ製作の単発特別番組枠である。

## 編成時間
いずれも日本標準時。

### 第1期
- 土曜 20:00 - 20:56（1967年11月4日 - 1968年3月30日）

### 第2期
- 火曜 20:00 - 21:26（1970年4月7日 - 1970年9月29日）
- 木曜 20:00 - 21:26（1970年10月1日 - 1972年9月28日）

## 放送番組

### 第1期

#### 1967年
- 第1回オールスター紅白大運動会（第1回）
- 史上最大のクイズ（『地上最大のクイズ』の芸能人版）
- 想い出のヒットソング
- 爆笑ベストセラー
- 世にも不思議でショー（奇術ショー）
- 輝く日本レコード大賞のあゆみ
- 歌まね紅白歌合戦
- 歌えサンタクロース（GSショー）
- 年忘れ東西爆笑バラエティー

#### 1968年
- 爆笑ワンマン全員集合！（司会：ザ・ドリフターズ）
- 歌って笑って成人式
- アニマルズショー（動物ショー）
- スター寄席
- なんでもかんでも予想ショー
- 爆笑初顔合せ
- 明治元年のクレージーキャッツ
- ㊙タイガース脱出大作戦！
- 世界一周旅行クイズ
- 爆笑演芸人大会
- 初顔合せ ひばり・森繁ショー
- ヒットメーカー4人の侍たち
- 紅白爆笑大合戦（最終回）

### 第2期

#### 1970年（火曜時代）
- プロ野球ナイター中継
  - プロ野球オールスターゲーム（第3戦。7月21日放送）
- 花まつりなつメロ大行進（再開第1回）
- ご存知スター寄席まつり
- 腕くらべ子供の日大会（大人チームVS子供チームのかくし芸&歌合戦）
- クレージーの追っかけ・ずっこけ・タメゴロー
- 美空ひばり一代記
- 日ソ対抗女子バレーボール
- 歌いまくり勝新・裕次郎
- 全日本忍者大会
- 夏の紅白歌合戦
- テレビ爆笑10年史（司会：コロムビア・トップ・ライト）
- 紅白スター対抗水泳大会（第1回。船橋ヘルスセンターでロケ）
- '70真夏の夜の夢（軽井沢でのコント・歌・ゲーム）
- ああ懐かしのヒット娯楽版
- さよなら万博 歌の祭典（前後編）

#### 1970年（木曜時代）
- 秋のオールスター紅白大運動会
- 西条八十一代記（この年に死去した西条八十の追悼企画）
- 爆笑スター病院（コント）
- スターが選ぶ日本縦断歌まつり
- 大ショック見世物大会
- 爆笑オールスター学園祭
- 輝ける日本歌謡大賞のすべて
- 驚異の大冒険特集
- 第1回東京国際歌謡音楽祭
- 紅白オールスターハプニング90分!!
- 国際選抜体操競技大会
- 全国有線放送大賞
- クリスマスイブ大行進
- 1970年ヒット歌謡夢の祭典（12月31日放送。19:00からの拡大版）

#### 1971年
- プロ野球中継
- 新春歌うナマのワイドショー
- 日本の歌・心の詩
- ザ・ドリフターズショー「誰かさんと誰かさんで全員集合!!」
- 日本バレーリーグ
- 節分バラエティ・ウハウハあるでョ！
- 歌でつなごう 東京・ハワイ・ロサンゼルス
- 拝啓チャップリン様、コント55号只今参上！
- 中華民国芸能大特集
- 世紀の祭典（フジ開局12周年記念。『オールスター春秋の祭典スペシャル』の前身）
- 芸能人ボウリング大会（3回放送）
- 芸能人オールスター夢の球宴（3月と7月と10月に放送。初の芸能人対抗野球大会。翌1972年からは『火曜ワイドスペシャル』で放送。なお「1年に3回放送」はこの年が唯一）
- 宇宙大怪獣ドゴラ（1964年東宝作品）
- 春のオールスター紅白大運動会
- キングコング対ゴジラ（1962年東宝作品）
- 座頭市地獄旅（1965年大映作品）
- ソビエト国際体育競技大会
- キングコングの逆襲（1967年東宝作品）
- 日ソ国際親善バレーボール大会
- プロボクシング世界フェザー級タイトルマッチ 柴田国明VSラウル・クルス
- 一匹侍・世界必殺武者修業
- モスラ（1961年東宝作品）
- 紅白スター水泳大会（この年から収録場所を大磯ロングビーチに変更）
- 真夏の夜の夢・全員集合！オールスター夏の陣
- 真夏の夜の夢・夕涼みだ！全員集合
- 古賀政男一代記
- 座頭市二段斬り（大映作品）
- 秋祭り爆笑大会（9月23日）
- ドリフのテレビ大全集!!
- おかえりなさい両陛下（昭和天皇・香淳皇后のヨーロッパ親善の旅を終えて）
- 全日本歌謡祭・'71ポピュラーフェスティバル
- 秋のオールスター紅白大運動会
- 日本演芸祭り
- 世界フェザー級タイトルマッチ・柴田国明VSエルネスト・マルセル
- オールスター歌のグランプリ 発表！全日本有線放送大賞
- 日ソ対抗体操競技・種目別選手権大会
- 第2回世界歌謡祭
- クリスマスイブ・フェスティバル（クリスマスソング特集。司会：井上順之）
- 年忘れ！歌って笑って大合戦

#### 1972年
- プロ野球中継
- 新春オールスター家族対抗のど自慢（『オールスター家族対抗歌合戦』の原点。司会：萩本欽一）
- ドリフターズ特集・おめでとうさん全員集合!!
- 日本バレーリーグ
- オールスター歌にドラマに大ハッスル！節分なつメロ大特集
- なべだヨ谷だヨドリフだヨ
- マタンゴ（1963年東宝作品）
- 世紀の祭典（開局記念番組）
- ひばり！新しい魅力のすべて
- オールスター歌とゲームで大合戦
- スター選抜！ボウリング大会（2回有り。2度目は最終回に放送）
- 春のスターかくし芸大会（『新春かくし芸大会』の総集編）
- 春のオールスター紅白大運動会（秋からは『火曜ワイドスペシャル』で放送）
- 座頭市と用心棒（東宝作品）
- 子供の日だよ！全員ハッスル（ドリフターズとクレージーキャッツのコントショー）
- 日ソ女子バレー最終戦（5月18日放送）
- ラブラブスター愛情タッグマッチ（芸能人夫婦のゲーム大会）
- 全日本！美女となつメロ大行進！
- オールスターきらめく夜の大行進！有線放送大賞・上半期
- 勢揃い！うわさのカップル独占大特集
- 恒例！紅白スター水泳大会（翌年から『火曜ワイドスペシャル』で放送）
- 待ってました全員集合！布施とドリフとクレージー
- '72軽井沢・真夏の夜の夢
- 日本の祭り
- 座頭市あばれ火祭り（大映作品）
- 爆笑秋祭り・おかしなおかしな90分！
- ドリフの全員集合！大混乱!!

## 備考
- 第1期の「アニマルズショー」に出演したチンパンジーのクレオは、1968年4月から日曜19:30枠で放送のファミリードラマ『クレオくん』の主役に抜擢された。
- 後年フジテレビの回顧番組などでは、第2期に放送された「オールスター紅白大運動会」や「テレビ爆笑10年史」の映像が流されることが多い。特に「テレビ爆笑10年史」は、1997年4月6日放送の『ザッツお台場エンターテイメント!』（第7夜）と2009年2月28日放送の『バラエティルーツの旅・あなたがいたから僕がいる 半世紀大感謝祭!!』で流された。